# Ducado da Caríntia
O Ducado de Caríntia (em alemão: Herzogtum Kärnten; em esloveno: Vojvodina Koroška) foi um ducado situado nos territórios que atualmente formam parte do sul da Áustria e do norte de Eslovénia. Fez parte do Sacro Império Romano Germánico desde o ano 976 até a dissolução do império, em 1806, e da Áustria-Hungria até sua dissolução em 1918. Pelo Tratado de Saint-Germain (1919) a maior parte do Ducado passou a integrar o estado austriaco de Caríntia, a parte sul-oriental foi unida à província de Koroška, na Eslovénia, e a comunidade de Jezersko foi incluída no recém criado Reino dos Sérvios, Croatas e Eslovenos, enquanto o Val canale e o município de Tarvisio foram cedidos ao Reino de Itália.

## Carantania e as dinastias medievais

Caríntia dentro do Império Austro-Húngaro (número 3).

No século VII o território que formaria o Ducado da Caríntia fazia parte do principado eslavo de Carantania, passou a fazer parte do império de Carlos Magno entre 788 e 843 e posteriormente se converteu em parte da herança do reino de Luis o Germánico. Desde o ano 889 ao 976 recebeu o nome de marca de Caríntia dentro do ducado de Baviera, mas o conde Berthold foi elevado à posição de duque pelo rei Henrique I no ano 938.
No ano 976 o imperador Otão II depôs o duque Enrique II o Pendenciero de Baviera, e criou um sexto ducado para seu império, o novo Ducado da Caríntia, dividindo as terras de Henrique II, nomeando a Enrique “o Jovem” primeiro duque de Caríntia e a Otão I de Suábia duque de Baviera. No ano 1012 Adalbero I de Eppenstein converteu-se em duque de Caríntia, mas foi despojado de sua posição em 1035. No ano 1077 o ducado foi entregue a Luitpoldo, outro membro da família Eppenstein, que no entanto, se extinguiu à morte do duque Enrique III de Caríntia em 1122. Nesse momento o ducado foi consideravelmente reduzido: uma grande parte do que hoje é a Estíria Superior passou a Otocar II de Estíria, e o resto de Caríntia passou a Henrique de Spanheim, afilhado de Henrique III, que governou desde 1122 até sua inesperada morte ao ano seguinte. Os mais destacados duques da nova dinastia Spanheim foram Bernhard von Spanheim, o primeiro Duque de Caríntia que foi descrito e honrado nos documentos como príncipe da terra. O último duque da dinastia Spanheim foi Ulrico III, que elegeu a Otacar II de Boêmia como herdeiro. O último Spanheim, Felipe, que era Arcebispo de Salzburgo, tentou se converter em duque mas não conseguiu se impor sobre Otocar apesar de ser apoiado por Rodolfo I de Habsburgo. Felipe morreu no ano 1279.

## Dinastia Habsburgo

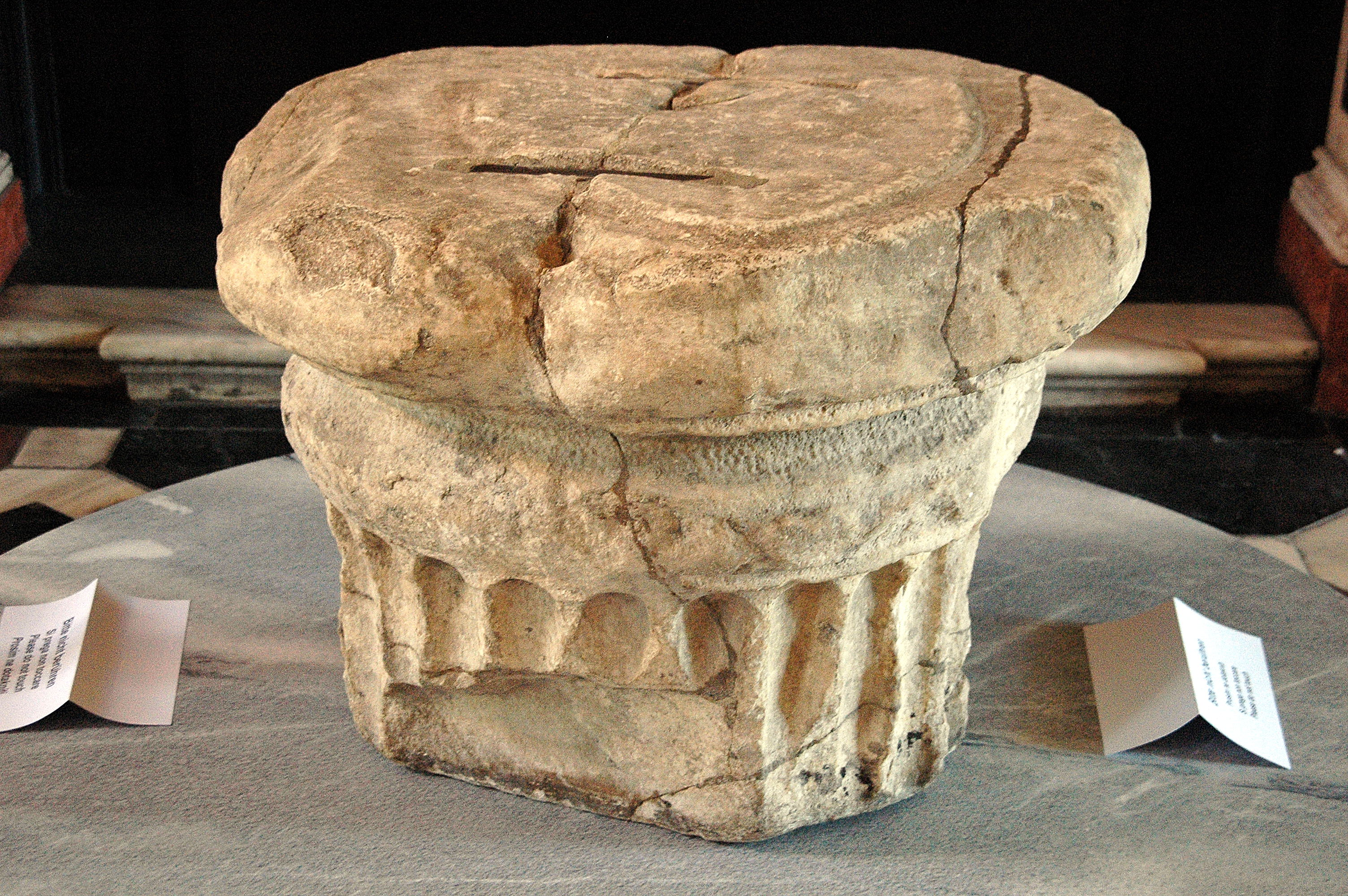
A Pedra do Príncipe (esloveno: Knežji kamen), que jogava um importante papel na coroação dos Duques da Caríntia

Rodolfo, depois de derrotar a Otacar II de Boêmia, converteu-se em imperador germânico, e entregou o Ducado de Caríntia a Meinardo II de Gorizia-Tirol. No ano 1335, à morte de Henrique, o último varão da linhagem, o imperador Luis IV de Baviera entregou Caríntia e o sul do Tirol como feudo imperial a 2 de maio em Linz à família Habsburgo, que o governou até 1918. Como outra das posses da família, Caríntia desfrutou de um estatuto semiautônomo com sua própria estrutura constitucional durante longo tempo. Os Habsburgos dividiram seus territórios dentro da família em duas ocasiões: pelo Tratado de Neuberg em 1379 e em 1564. Em ambas ocasiões o Ducado de Caríntia fez parte de Áustria e foi governado conjuntamente com o Ducado de Estíria e Carníola.
A imperatriz Maria Teresa de Áustria e seu filho o imperador José II trataram de criar um estado mais unificado e no ano 1804 Caríntia foi integrada no Arquiducado da Áustria. Em 1867 converteu-se num Kronland da Cisleitania, a parte ocidental do Império da Áustria-Hungria.
Com o passar do tempo, a língua alemã, com um prestígio social mais pronunciado, estendeu-se a expensas do esloveno, mas no século XVI os territórios de Caríntia ainda assinalavam que era um Arquiducado Víndico, isto é, um principado soberano esloveno, o que demonstra que os habitantes de Caríntia conheciam suas antigas raízes pré-germânicas.

## Século XX
Depois da Primeira Guerra Mundial e a dissolução do Império de Áustria-Hungria, o Tratado de Saint-Germain estipulou que o “Vale do Canal” desde Tarvisio até Pontebba fosse cedido a Itália e que as zonas de língua eslovena dos vales do Meža e o Drava ao redor de Unterdrauburg (que foi rebatizada como Dravograd), e a zona de Jezersko fossem cedidas a Eslovénia e ao novo Reino de Sérvios, Croatas e Eslovenos. No entanto, este acordo não satisfez aos iugoslavos, que também ocuparam o território ao norte das montanhas Karawanken, incluindo a cidade de Klagenfurt. Os poderes da Entente decidiram que o território ocupado se dividisse em função de um referendo em duas fases que decidiria o destino de Caríntia. O referendo celebrou-se o 10 de outubro de 1920, mas o resultado a favor da Áustria não mudou as fronteiras decididas no Tratado de Saint-Germain.
A parte austríaca de Caríntia é atualmente um estado federal de Áustria, a zona que foi cedida a Itália faz parte da província italiana de Friul-Veneza Júlia e a parte cedida a Iugoslávia agora faz parte da região de Koroška em Eslovénia.

## Duques de Caríntia
Nota: A ordem dinástica referida é o do Ducado de Caríntia, à margem de outros títulos.

### Dinastias
Dinastía Luitpoldinga
- Henrique I, duque de Baviera e Caríntia (976-978)

Dinastia sália
- Otão I (978-985)

Dinastia Luitpoldinga
- De novo Henrique I, duque de Baviera e Caríntia (985-989)

Dinastia Saxônia
- Henrique II (989-995), também duque de Baviera 985-995
- Henrique III (995-1002), também duque de Baviera 995-1005 e imperador germânico.

Dinastia sália
- De novo Otão I (1002-1004),
- Conrado I (1004-1011)

Casa de Eppenstein
- Adalbero I (1011-1035)

Dinastia salia
- Conrado II (1036-1039)
- Henrique IV (1039-1047), também duque de Baviera (1026-1041) e imperador germânico (1046-1056)

Antiga Casa de Guelfo
- Guelfo I (1047-1055)

Casa de Ezzonen
- Conrado III (1056-1061)

Casa de Zähringen
- Bertoldo I (1061-1077)

Casa de Eppenstein
- Luitpoldo (1077-1090)
- Henrique V (1090-1122)

### Casa de Spanheim
- Henrique VI (1122-1123 )
- Engelberto I (1123-1134)
- Ulrico I (1134-1144)
- Henrique VII (1144-1161)
- Hermano I (1161-1181)
- Ulrico II (1181-1201)
- Bernardo I (regente desde 1199, duque 1202-1256)
- Ulrico III (1256-1269)

### Diversas dinastias
Dinastia de Premyszl
- Otacar I (1269-1276), também rei de Boêmia.

Casa de Habsburgo
- Rodolfo I (1276-1286), também imperador germánico1273-1291

### Gorizia-Tirol
- Meinardo I (1286-1295)
- Henrique VIII (1295-1335), também rei de Boêmia 1306/1307-1310, com seus irmãos.
  - Luís I (1295-1305)
  - Otão III (1295-1310)

### Casa de Habsburgo
- Otão IV (1335-1339), junto com seu irmão
  - Alberto II (1335-1358)
- Federico I (1358-1362), junto com seu irmão
  - Rodolfo II (1358-1365)
- Alberto III (1365-1395)

#### Linhagem de Leopoldo
- - Leopoldo I (1379-1386)
  - Guilherme I (1386-1406)
- Hernesto I (1406-1424)
- Frederico II (1424-1493), também imperador germánico.

#### Territórios dos Habsburgos reunificados em 1458
- Maximiliano I (1493-1519), também imperador germánico (1508-1519)|
- Carlos I (1519-1521), também imperador germánico (1519-1556)
- Fernando I (1521-1564), também imperador germánico (1558-1564)

#### Arquiducado da Áustria
- Carlos II (1564-1590)
- Fernando II (1590-1637), também imperador germánico (1619-1637)

Caríntia uniu-se ao resto dos territórios dos Habsburgos em 1619. A partir de então o título de Duque da Caríntia permaneceu unido ao herdeiro da linhagem, primeiro como imperadores do Império Romano-Germânico e posteriormente como imperadores da Áustria-Hungria.